# Praga RN/RND
Praga RN (Rychlý Nákladní) byl střední nákladní vůz s nosností 2 až 3 tuny, vyráběný automobilkou Praga od roku 1933. Vozidlo poháněl zážehový šestiválcový motor. V roce 1934 vznikla verze Praga RND (Rychlý Nákladní Diesel), vybavená čtyřválcovým vznětovým motorem. Vozy RN/RND byly postupem času mnohokrát modernizovány a ve výrobě přetrvaly zhruba 20 let. Oba typy se staly jedněmi z nejrozšířenějších nákladních vozů v Československu, několik tisíc kusů využívala i československá armáda. Základním provedením byl valník, na podvozcích RN/RND také vznikl velký počet autobusů, hasičských vozů a dalších speciálních nástaveb. Produkce typu RN skončila v roce 1953, typu RND roku 1955. Celkově bylo vyrobeno kolem 40 000 automobilů Praga RN/RND v několika desítkách sérií, včetně asi 3 700 autobusů.
Licence na výrobu Pragy RN byla v roce 1938 zakoupena Jugoslávií. Produkce vozidel Pionir zde trvala až do počátku 60. let, vzniklo jich zhruba 18 300 kusů.

## Historie

### Praga RN
Roku 1933 uvedla automobilka Praga na trh rychlý nákladní vůz střední hmotnostní kategorie, typ RN. Stavba vozu byla klasická, tvořená žebřinovým rámem a tuhými nápravami. Pohon Pragy RN zajišťoval zážehový, vodou chlazený šestiválec obsahu 3 468 cm³, s rozvodem SV a výkonem 52 k (38 kW). Užitečná hmotnost činila 2 000 kg. Budka, tvořená dřevěnou kostrou potaženou plechem, měla jednoduchý hranatý tvar, charakteristický pro počátek 30. let. První vyrobená série obsahovala 94 vozidel, z toho polovina vznikla v roce 1934, zbytek až roku 1936. Ve stejném roce následovala výroba shodné 2. série.

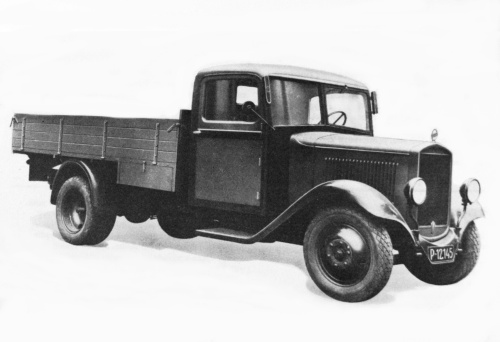
Praga RN, jedna z raných sérií

První modernizace přišla roku 1937 se 3. výrobní sérií. Motor byl upraven modifikací sacího traktu a montáží většího karburátoru, čímž jeho výkon vzrostl na 72 k (53 kW), podle jiných údajů 70 k (51,5 kW). Užitečná hmotnost se zvýšila na 2 500 kg. Mimo to vůz obdržel širší pneumatiky, pomocnou převodovou brzdu a mírně se změnily také jeho rozměry. Budka a kapota dostaly modernější, lehce zaoblenější tvary. Velká změna designu pak přišla v roce 1938 s 5. sérií. Tvary budky se dále zaoblily a maska dostala módní válcový tvar s vodorovnými žebry. V této podobě poté Praga RN zůstala beze změny až do ukončení výroby. Roku 1938 byla na vůz Praga RN prodána výrobní licence do Jugoslávie.
Výroba Pragy RN pokračovala v Libni také během 2. světové války. Válečnou produkci ukončil spojenecký nálet 25. března 1945, který libeňskou automobilku těžce poškodil. Od počátku výroby až do této doby vzniklo 12 sérií, které se od sebe vzájemně do značné míry lišily. Postupně narůstaly rozměry i hmotnost vozu. Část vozů posledních dvou válečných sérií (11. a 12.) byla vybavována dřevoplynovým generátorem značek Imbert nebo Janka.
Po skončení války byla produkce automobilů Praga obnovena v nově získaných výrobních halách ve Vysočanech. Vozidla Praga RN zde vznikala nejprve jen v úpravě na pohon dřevoplynem (z důvodu poválečného nedostatku benzínu). Standardní benzínové provedení se začalo vyrábět až od června 1946. Poválečné vozy nově dostaly kapalinovou provozní brzdu a zesílený rám, což umožnilo zvýšení užitečné hmotnosti na 3 000 kg. Vyráběné podvozky byly osazovány širokou řadou nástaveb, kromě standardního valníku též sklápěče, autobusy, komunální vozy, hasičské speciály, cisterny a další. Kromě civilních provedení vznikla také řada vojenských. Od 22. série (1951) však byla většina vyrobených vozů v provedení valník.
Produkce typu Praga RN, lidově přezdívaného Erena (podle výslovnosti zkratky RN), byla ukončena roku 1953. Celkem ve 48 sériích vzniklo 23 747 vozů všech verzí, včetně asi 2 100 autobusů. Ve výrobě byla nahrazena vojenským speciálem Praga V3S.

### Praga RND
Ve 30. letech 20. století se jako pohonná jednotka nákladních vozidel začal ve větší míře prosazovat vznětový motor. Jeho výhodou byla znatelně nižší spotřeba paliva – motorové nafty, která byla navíc levnější než benzín. Firma ČKD-Praga proto připravila dieselovou modifikaci typu RN, nazvanou Praga RND. Vznětový motor vlastní konstrukce Praga byl řadový čtyřválec o zdvihovém objemu 4,5 l s rozvodem OHV. Spalovací prostor tvořila předkomůrka systému Ricardo Whirlpool se vstřikovacím systémem Bosch. Motor dosahoval nejvyšší výkon 50 k (37 kW). První čtyři zkušební vozy vznikly v letech 1934 a 1935. Příští rok bylo vyrobeno dalších 15 zkušebních vozidel a roku 1937 již následovala první výrobní série 60 vozů. Do konce války vzniklo 455 vozů v šesti výrobních sériích.
Poválečná obnovená výroba byla zahájena teprve roku 1946. Od 13. série byl montován upravený motor, vybavený nově předkomůrkou Ricardo Comet III. Tím došlo ke zvýšení výkonu na 60 k (44 kW) a současnému snížení spotřeby paliva. Kromě toho byly v průběhu výroby aplikovány další dílčí úpravy a modernizace. Do ukončení výroby roku 1955 vzniklo 16 288 vozů RND ve 38 sériích, včetně 1 630 autobusů.
Automobily Praga RND se kromě motoru a několika menších úprav (výztuha rámu pod motorem či těžší převod v rozvodovce) nelišily od typu RN. Během výroby také přebíraly všechny jeho modernizace, jako například změny designu nebo zvyšování užitečné hmotnosti.
Typ RND si vysloužil lidové pojmenování Randál, podle výslovnosti zkratky RND, ale také kvůli hlučnějšímu a méně kultivovanému chodu vznětového motoru oproti benzínové Ereně Praga RN.
Po ukončení produkce třítunových vozů Praga RN/RND nezůstala ve výrobním programu československých automobilek rovnocenná náhrada. Vozy Praga RN a RND proto běžně sloužily až do 70. let. Nedostatek vozů této kategorie byl částečně řešen dovozem podobných typů ze zemí RVHP, definitivně pak až koncem 60. let nákupem licence na vůz Renault Super Galion SG4, později vyráběný jako Avia A30.

### Licenční výroba v Jugoslávii

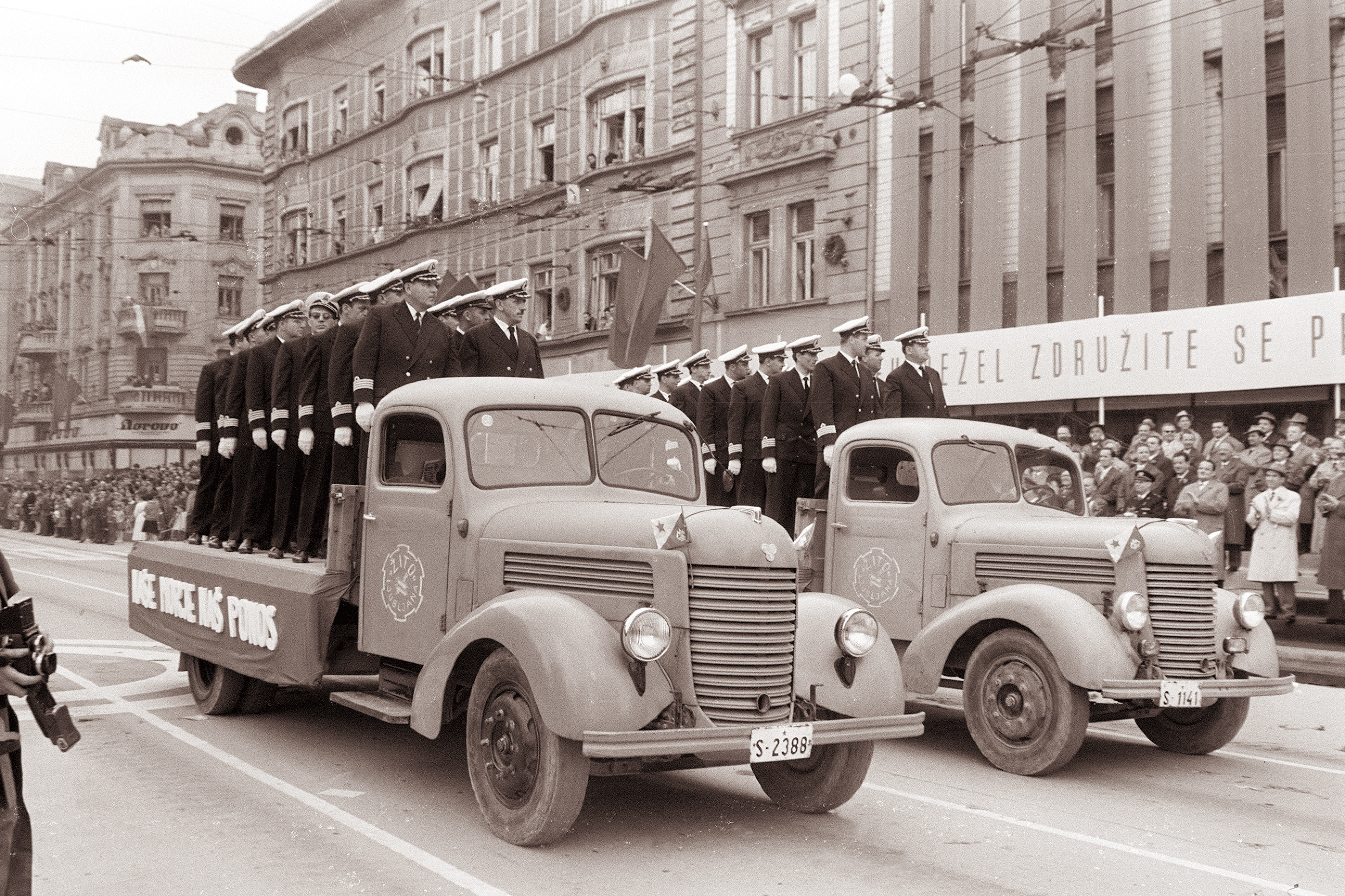
Vozy TAM Pionir na prvomájové přehlídce v Lublani, rok 1961

Roku 1938 uspořádalo Království Jugoslávie výběrové řízení na nový nákladní automobil. Na vítězný model měla být zakoupena výrobní licence. Soutěž probíhala formou 8 000 km dlouhé zkušební jízdy po špatných jugoslávských cestách a zvítězila v ní automobilka Praga se svým typem RN. Na základě tohoto úspěchu došlo k uzavření smlouvy o prodeji hotových vozidel, dodávce rozložených vozů k montáži a prodeji licence na výrobu těchto automobilů. Do konce roku 1939 bylo dodáno kolem 800 hotových vozů Praga RN.
Montáž vozů z dovezených dílů byla zahájena ještě v roce 1938 v továrně Industrija motora Rakovica (IMR) u Bělehradu, která původně produkovala letecké motory. Od roku 1940 následovala v IMR kompletní licenční výroba tohoto prvního v Jugoslávii vyráběného nákladního automobilu. Ta však neměla dlouhého trvání – napadení a dobytí Jugoslávie nacistickým Německem v dubnu 1941 znamenalo předčasný konec produkce. Přes snahy okupačních úřadů obnovit v IMR výrobu motorů a nákladních vozů zde až do konce války žádné automobily nevznikly.
Obnovená výroba byla pro poválečný nedostatek materiálu a zařízení zahájena až roku 1947. Produkované vozy dostaly nové označení Pionir a do roku 1950 jich v IMR vzniklo necelých 1 200. Následně došlo k převedení výroby do podniku Tovarna avtomobilov Maribor v tehdejší Socialistické republice Slovinsko. Zde vydržely licenční Pragy RN, označované jako TAM Pionir ve výrobě až do první poloviny 60. let. Patnáct let trvající produkce dala vzniknout 17 146 vozům. Nejčastějším provedením vozů TAM Pionir byl valník, ale existovala také provedení autobus, hasičský vůz a další. V průběhu výroby docházelo k dílčím modernizacím vozů a vznikaly též nové typy nástaveb.

## Varianty nástaveb

### Valník
Valník byl nejrozšířenějším provedením vozů RN a RND. Valníková nástavba je celodřevěná s rámem z bukového dřeva, doplněná podlahou a bočnicemi o výšce 500 mm ze smrkových prken. Všechny části jsou spojeny a vyztuženy ocelovým kováním. Sklopné bočnice jsou zajištěny klíčovými, u posledních sérií pak hákovými uzávěry. Vpředu pod plošinou se nachází dřevěná skříň pro náhradní kolo a nářadí. K příčníkům plošiny jsou upevněny plechové blatníky zadních kol.

### Speciální valník

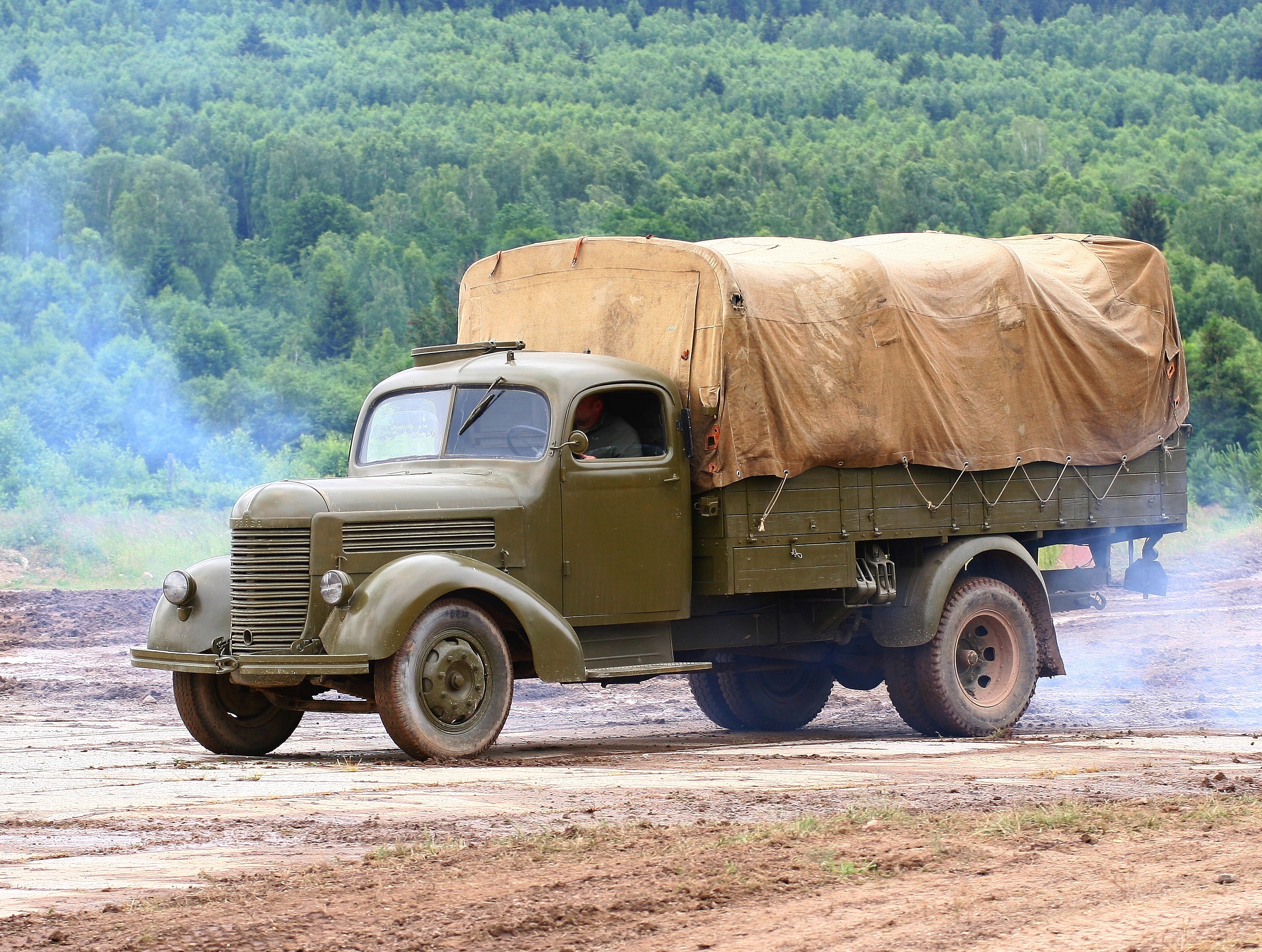
Speciální valník Praga RN

Tento název nesl valník na šasi Praga RN, upravený podle požadavků československé armády. Ve druhé polovině 40. let se československá armáda potýkala s problémem nedostatku nákladních automobilů. V září 1948 přednesl 3. podnáčelník hlavního štábu požadavek na zavedení vozu Praga RN do výzbroje. V této době totiž do tabulkových počtů chybělo kolem 4 000 nákladních automobilů. Na konci roku 1948 byly na poradě zástupců Ministerstva národní obrany a výrobce specifikovány požadavky na úpravy vozidel pro vojenské účely.
Tzv. speciální valník dostal zesílený rám, vzadu opatřený tažným zařízením. Bočnice nástavby byly zvýšeny pomocí laťových nástavků na 870 mm, na jejichž vnitřní straně se nacházely sklopné lavice pro 24 osob. Vně bočnic byly upevněny čtyři ocelové oblouky pro upevnění krycí plachty. Pod dřevěnou nářaďovou skříň přibyla uzamykatelná plechová krabice na speciální nářadí. Na střeše kabiny vpravo doplnili konstruktéři automobilu poklop pro velitele vozu. Opěradlo sedadel bylo upraveno jako sklopné, po jehož sklopení vznikla dvě nouzová lůžka. Speciální valník dostal rozšířenou výbavu výstroje a nářadí.
Upravený valník byl na jaře 1949 předveden zástupcům II. odboru hlavního štábu. Po jejich doporučení následovaly vojskové zkoušky včetně jízd po zpevněných cestách i v terénu. Na suchém, mírně zvlněném podkladu prokázal vůz schopnost vlečení 57mm a 76mm protitankových kanónů. Speciální valník Praga RN byl do výzbroje čs. armády zařazen v létě 1949. Do roku 1953 převzala armáda 4 274 valníků, které sloužily u pěších a střeleckých divizí, menší množství pak také u mechanizovaných divizí.
Vozy Praga RN byly ze služby vyřazeny již v letech 1958–1960, kdy je nahradily specializované vojenské automobily Praga V3S.

### Sklápěč
Sklápěč Praga RN/RND nese celokovovou korbu, dvoustranně sklopnou. Obě boční a zadní čelo jsou odklápěcí. Sklápění korby je ruční, pomocí dvou mechanických hřebenových zvedáků. Pro její sklopení je zapotřebí dvou osob (řidič + závozník), které rovnoměrně zdvihají korbu tak, aby nedošlo k jejímu zkroucení. Maximální úhel sklopení činí 30°. Skříň na nářadí a rezervní kolo jsou umístěny za kabinou. Sklápěče nejsou vybaveny blatníky zadních kol.

### Autobus

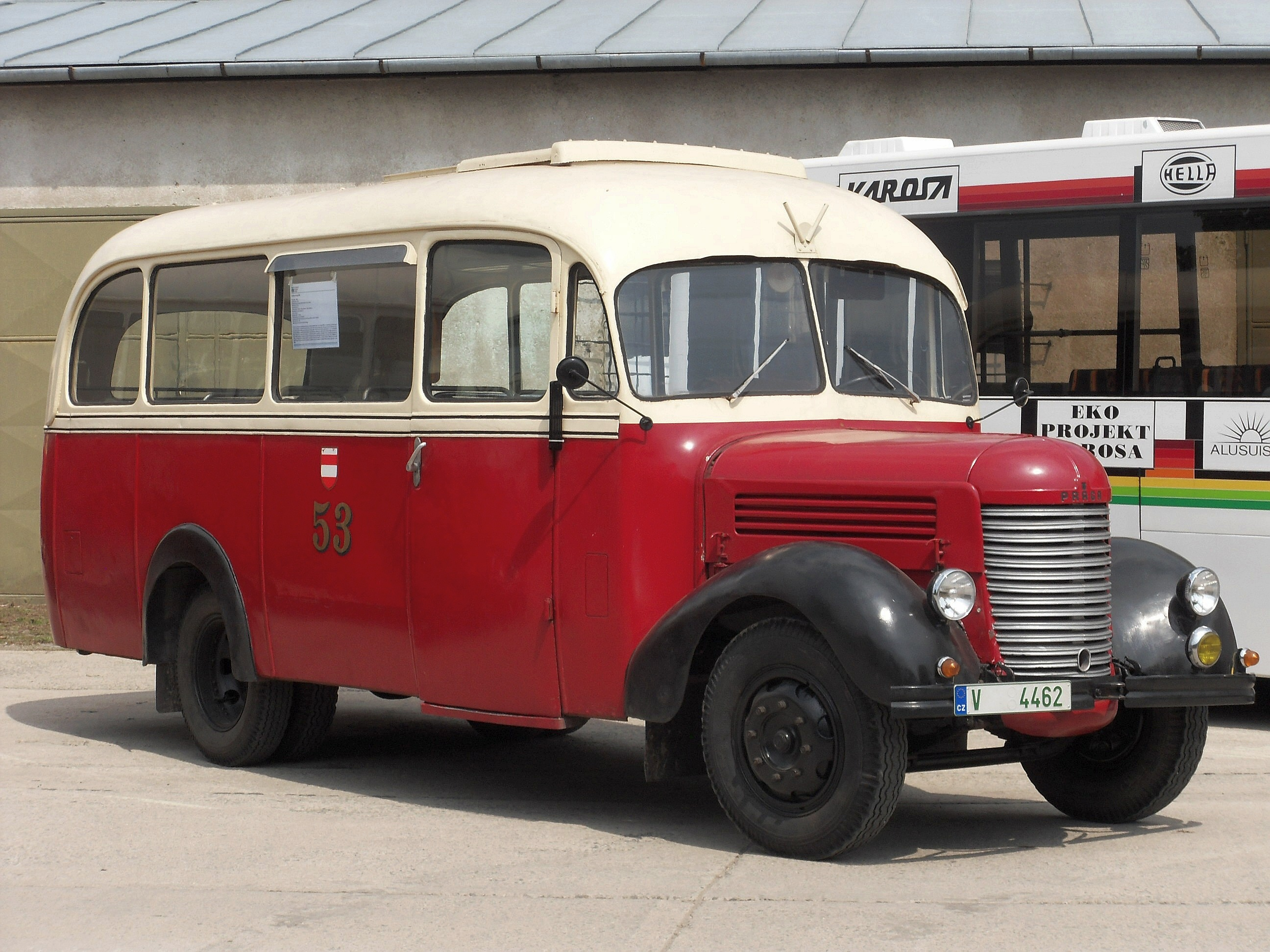
Autobus Praga RND

Autobusová karosérie byla stavěna na podvozcích obou typů (RN i RND). Autobusová šasi se liší umístěním palivové nádrže pod rámem za zadní nápravou. Karosérie se vyznačuje celokovovou stavbou, tvořenou ocelovou kostrou, zvnějšku oplechovanou. Také vnitřní stěny jsou pokryty plechem, bednění stropu tvoří umakartové desky. Karosérie je podle provedení opatřena příčnými nebo podélnými lavicemi. Autobusy určené pro městskou a krátkou linkovou dopravu jsou vybaveny podélnými lavicemi, umístěnými kolem obou bočních a zadní stěny. V tomto provedení má autobus kapacitu 18 sedících a 22 stojících, celkem tedy 40 osob. V této verzi vznikla většina autobusů. Vozidla určená pro delší linkové trasy jsou opatřena příčnými lavicemi; kapacita tohoto provedení je 22 sedících a 12 stojících, celkem tak autobus mohl přepravit 34 osob.
Vozidlo je opatřeno jedinými bouchacími dveřmi vpředu na pravé straně. V zadním čele autobusu se nachází prostor pro rezervní kolo, přístupný zvenčí dvoukřídlými dvířky. Autobaterie má místo ve skříni na levém boku. Na střeše linkových autobusů je umístěna galerie pro zavazadla, se sklopným žebříkem na zadním čele. Prostor pro cestující je vybaven neregulovatelným vytápěním topným tělesem u boční stěny pod lavicí, ohřívaným pomocí výfukových plynů. Větrání autobusu zabezpečuje posuvná přední část střechy, dále boční větrací klapky, přetlaková ventilace nad čelním sklem a též spouštěcí skla ve třech bočních oknech (dvě vlevo a jedno vpravo), která jsou opatřena stříškami proti dešti. Všechna okna jsou zasklena tvrzenými skly.
Do konce druhé světové války bylo vyrobeno kolem 300 autobusů, poválečná produkce dosáhla dalších 3 400 kusů. Na podvozku RN tak vzniklo necelých 2 100 kusů, v provedení RND pak přes 1 600 kusů. Autobusy Praga RN/RND byly z hlavních linek již během 50. let vytlačeny kapacitnějšími autobusy Škoda 706 RO, řadu let však ještě sloužily na vedlejších spojích.

### Hasičský vůz
Na podvozcích Praga RN vzniklo několik různých typů hasičských vozidel, lišících se provedením nástavby a výkonem čerpadla. Všechny hasičské vozy měly z výroby hnědozelený (khaki) nátěr.
DVS 8
DVS 8 (dopravní vůz stříkačky) je hasičské vozidlo, opatřené uzavřenou skříňovou nástavbou smíšené konstrukce, určené pro přepravu hasičského družstva a přenosné stříkačky PS 8. Prostor pro posádku je v přední části nástavby, vzadu je převážena stříkačka s potřebným hasebním vybavením. Výrobcem nástaveb byly Továrny na hasicí zařízení, národní podnik, ve Vysokém Mýtě (THZ n. p.) Na podvozky Praga RN byly montovány od roku 1952.
Přenosná motorová stříkačka PS 8
Stříkačka PS 8 je poháněna dvoudobým dvouválcovým zážehovým motorem o zdvihovém objemu 1 143 cm³ a nejvyšším výkonu 22 kW při 3 000 ot/min. Dvoustupňové čerpadlo H800 dosahuje maximální tlak 1 600 kPa a maximální průtok 800 l/min. Hmotnost stříkačky činí 160 kg.
AS 16
AS 16 (automobilní stříkačka) je hasičské vozidlo, opatřené uzavřenou skříňovou nástavbou smíšené konstrukce (podobné jako u typu DVS 8). Vozidlo je určeno k přepravě hasičského družstva a hasebním zásahům za využití vnějšího zdroje vody. Oproti typu DVS 8 je vybaveno výkonnějším čerpadlem, umístěným v přední části vozu, před motorem. Odstředivé třístupňové čerpadlo je poháněno od klikového hřídele motoru, náhonem přes kardan. Maximální průtok dosahuje 1 600 l/min při dopravní výšce 80 m.
ASC 16 (CAS 16)
ASC 16 (Automobilová stříkačka cisternová), později přeznačená CAS 16, je hasičské vozidlo určené pro první hasební zásah. Od předchozích typů se liší cisternou na vodu a pěnidlo, umístěnou za standardní budkou řidiče. Nádrže pojmou 1 500 l vody a 500 l pěnidla. Za kabinou jsou podélně ke směru jízdy umístěny dvě dvojmístné lavičky (jedna na každé straně) pro převoz čtyř hasičů. Vedle laviček se nacházejí průtokové navijáky s hadicí. Typ čerpadla a jeho umístění je shodné s vozem AS 16.

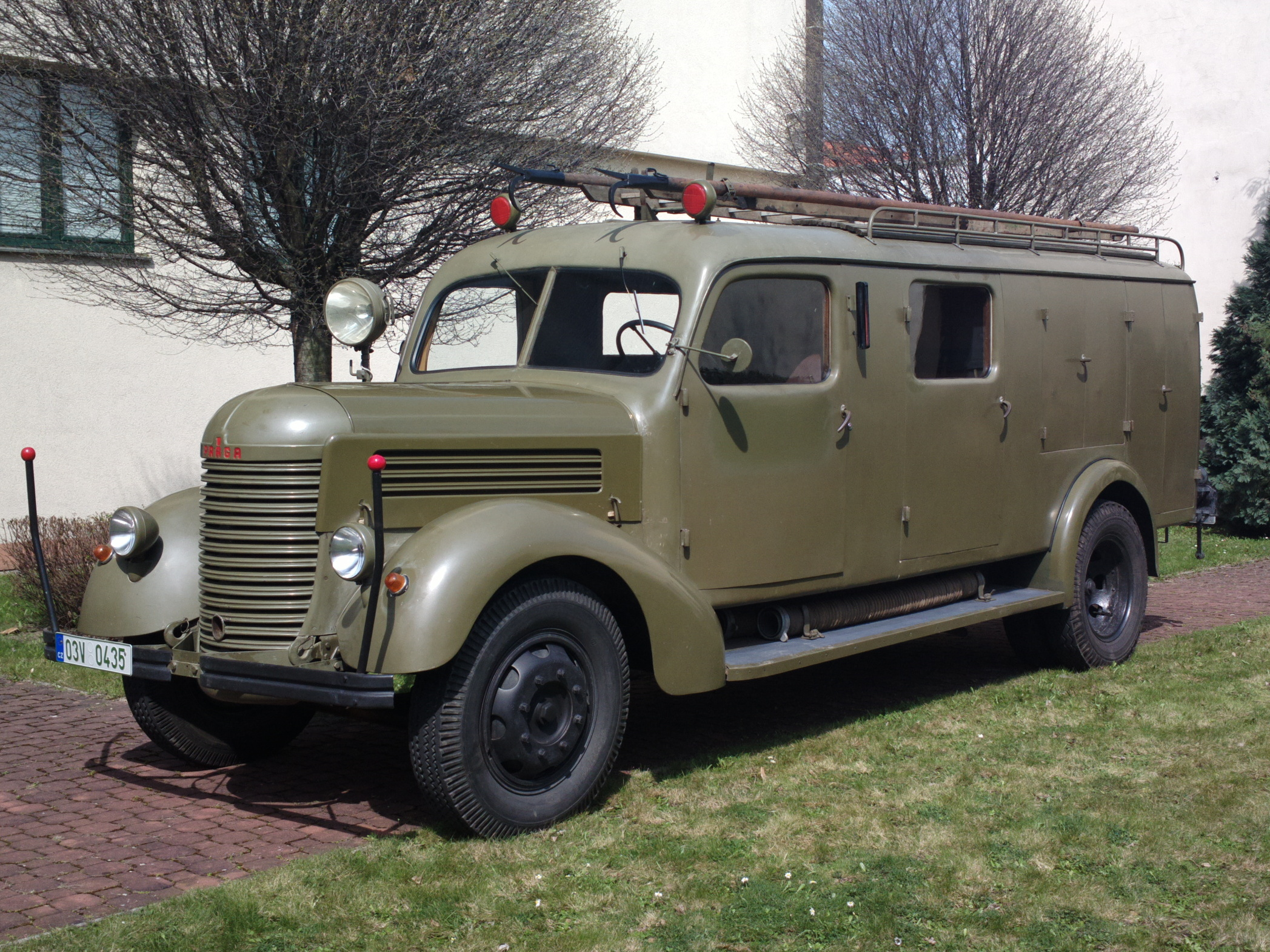
DVS 8
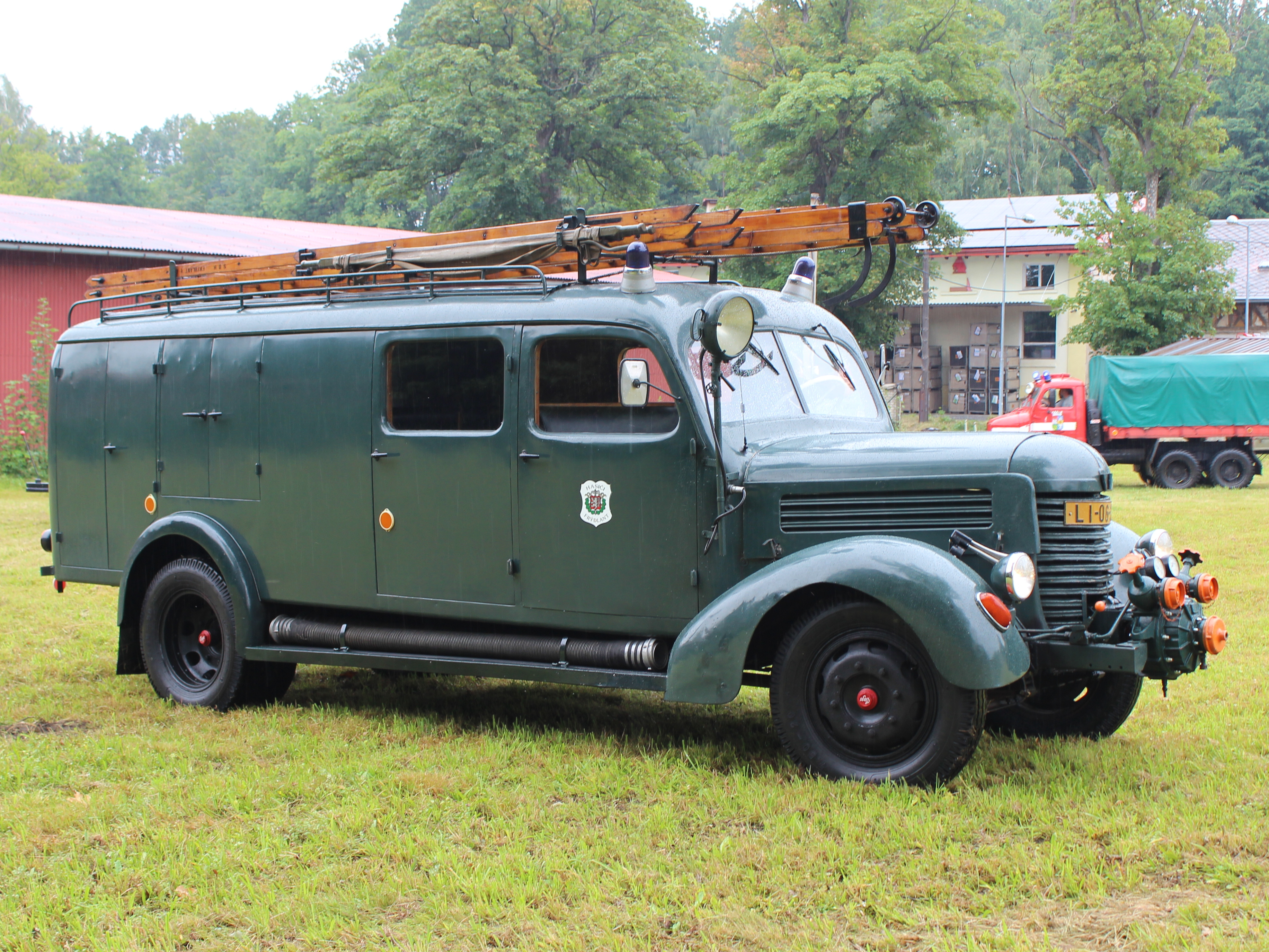
AS 16
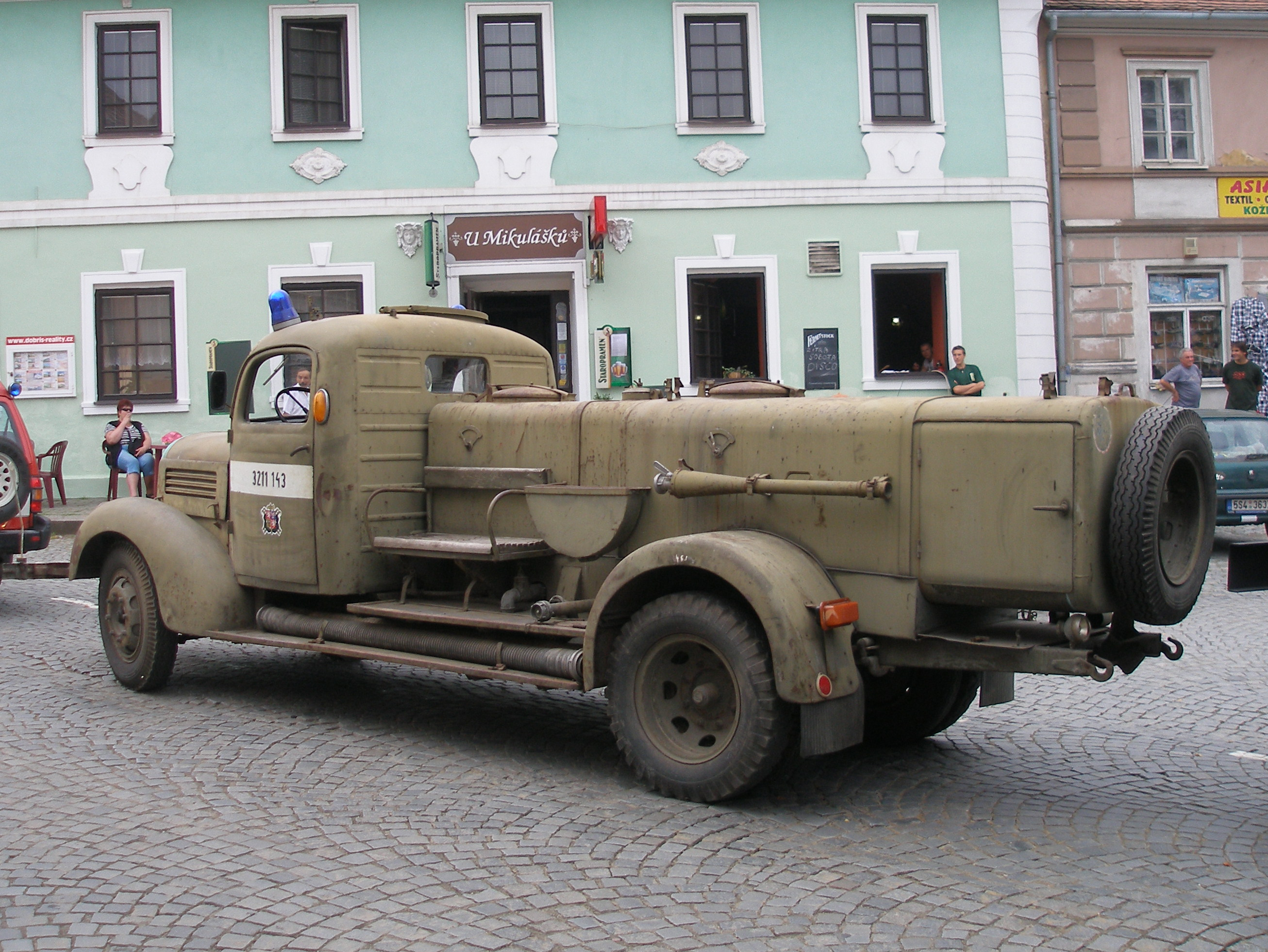
ASC 16

### Další nástavby
Podvozky rozšířených vozů Praga RN/RND byly osazovány řadou dalších nástaveb pro civilní i vojenské použití. Tyto nástavby stavěly převážně menší karosářské podniky. Mezi vyráběná provedení patří například cisterny, komunální vozy, skříňové (civilní i vojenské) a další. Modifikací základu autobusové karosérie vznikaly pojízdné prodejny a knihovny, zubařské ordinace, poštovní a telekomunikační vozy aj.

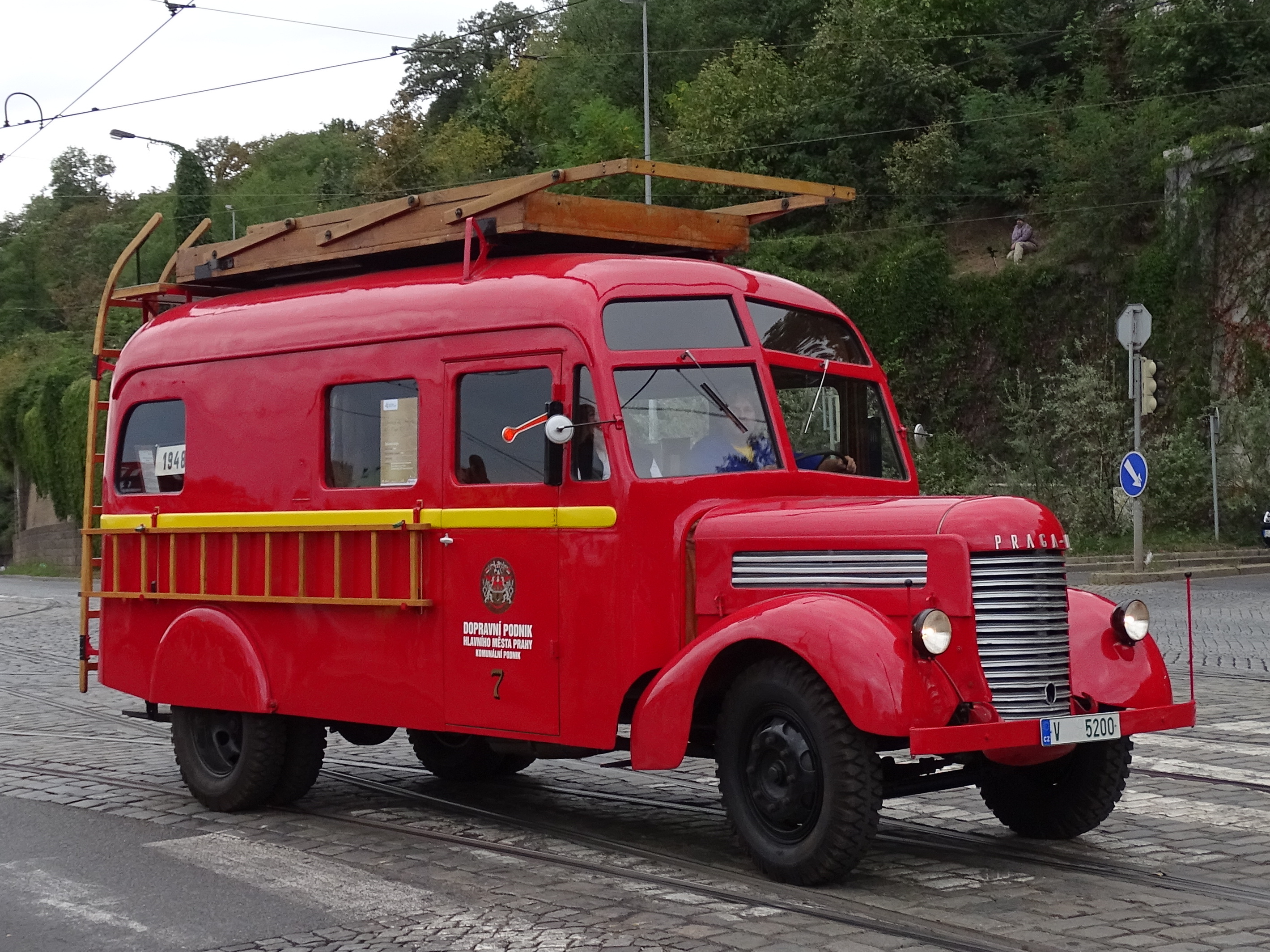
Montážní vůz trolejového vedení Dopravního podniku hl. m. Prahy
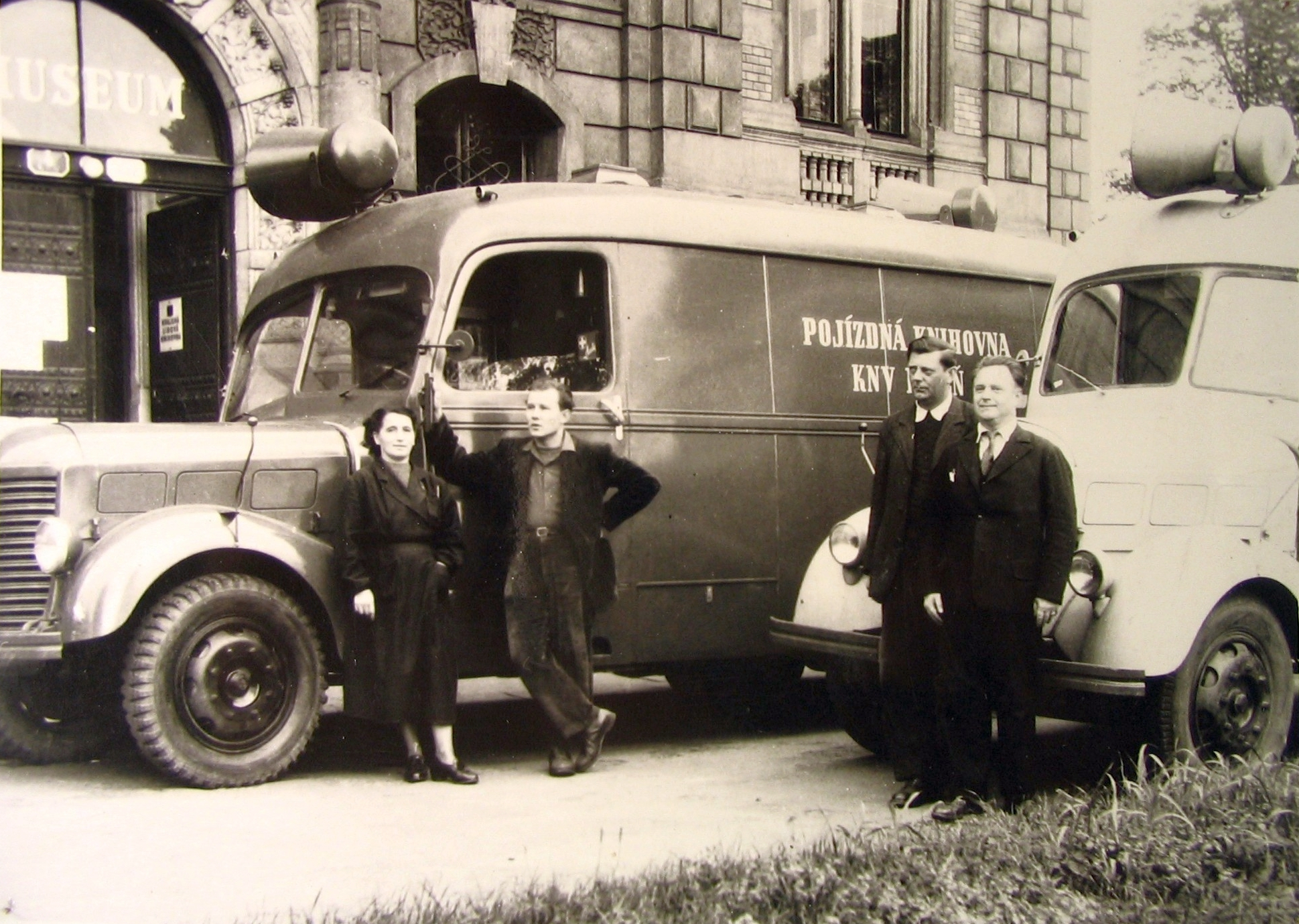
Pojízdné knihovny (bibliobusy)
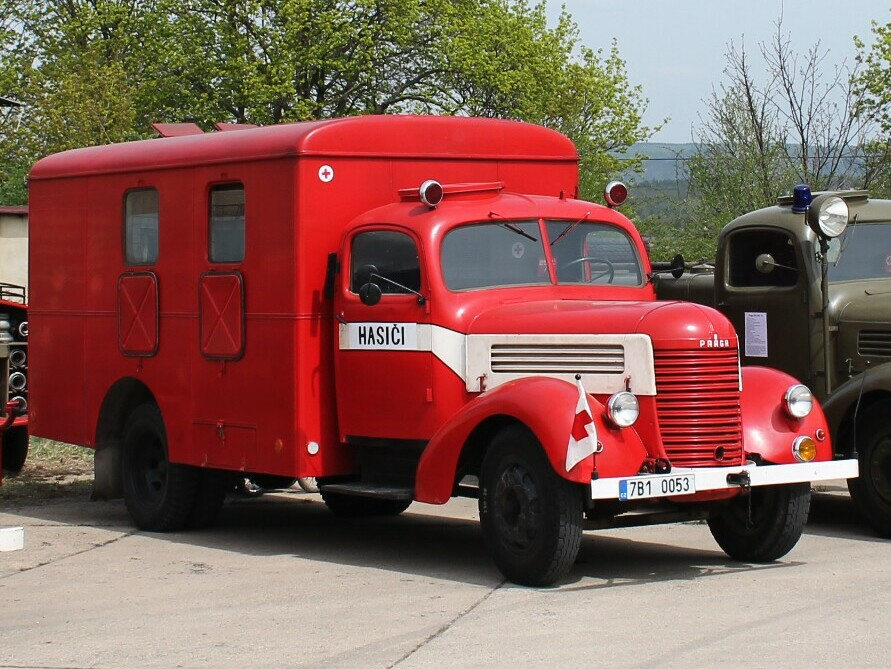
Skříňová sanitní nástavba pro účely civilní obrany

## Technické údaje
Uvedené údaje platí pro vozy posledních sérií (poválečná výroba).

### Motor

#### Motor Pragy RN

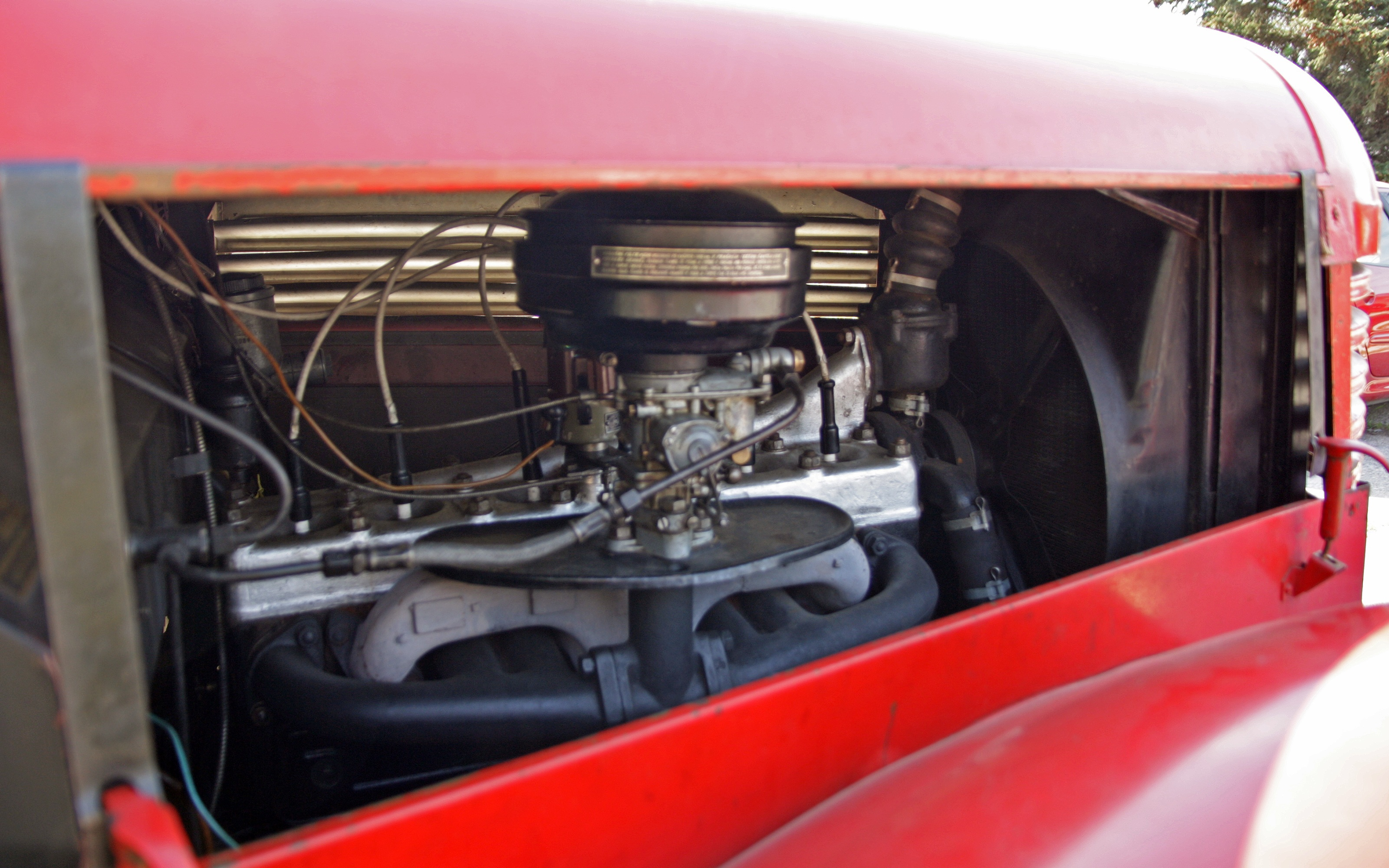
Motor Pragy RN, nad hlavou válců je čistič vzduchu

Pragu RN pohání řadový, vodou chlazený zážehový šestiválec s rozvodem SV. Litinový blok válců lze oddělit od klikové skříně. Také hlava válců je z litiny. Kovaná kliková hřídel je uložena ve čtyřech kluzných ložiskách. Chladicí soustava je vybavena vodní pumpou a čtyřlistým ventilátorem, poháněným řemenem od klikové hřídele. Tlakové oběžné mazání motoru zabezpečuje zubové čerpadlo, hnané od vačkové hřídele. Palivovou směs připravuje spádový karburátor Solex 35 UAIP. Palivová nádrž na 95 l benzínu je uložena pod sedadlem vpravo. Dopravu paliva zajišťuje mechanické membránové čerpadlo poháněné od vačkové hřídele. Motor se nachází vpředu, podélně nad a za přední nápravou. Motor i s převodovkou je pružně uložen na rámu ve čtyřech silentblocích.
Zdvihový objem motoru je 3 468 cm³ (vrtání válců 80 mm, zdvih 115 mm), kompresní poměr 1:5,86. Motor dosahuje nejvyšší výkon 53 kW (72 k) při 3 000 ot/min. Maximální krouticí moment činí 186 Nm (19 kgm) při 2 000 ot/min. Měrná spotřeba paliva činí minimálně 255–260 g/k za hodinu (346–353 g/kW·h) při plném výkonu. Hmotnost motoru bez náplní je 278 kg.
Elektrická soustava pracuje s napětím 12 V. Vůz je vybaven dynamem PAL-Magneton o výkonu 150 W (u speciálního valníku 300 W) a 12 V akumulátorem o kapacitě 75 Ah (u speciálního valníku 105 Ah). Startér PAL má výkon 1,8 k.

#### Motor Pragy RND

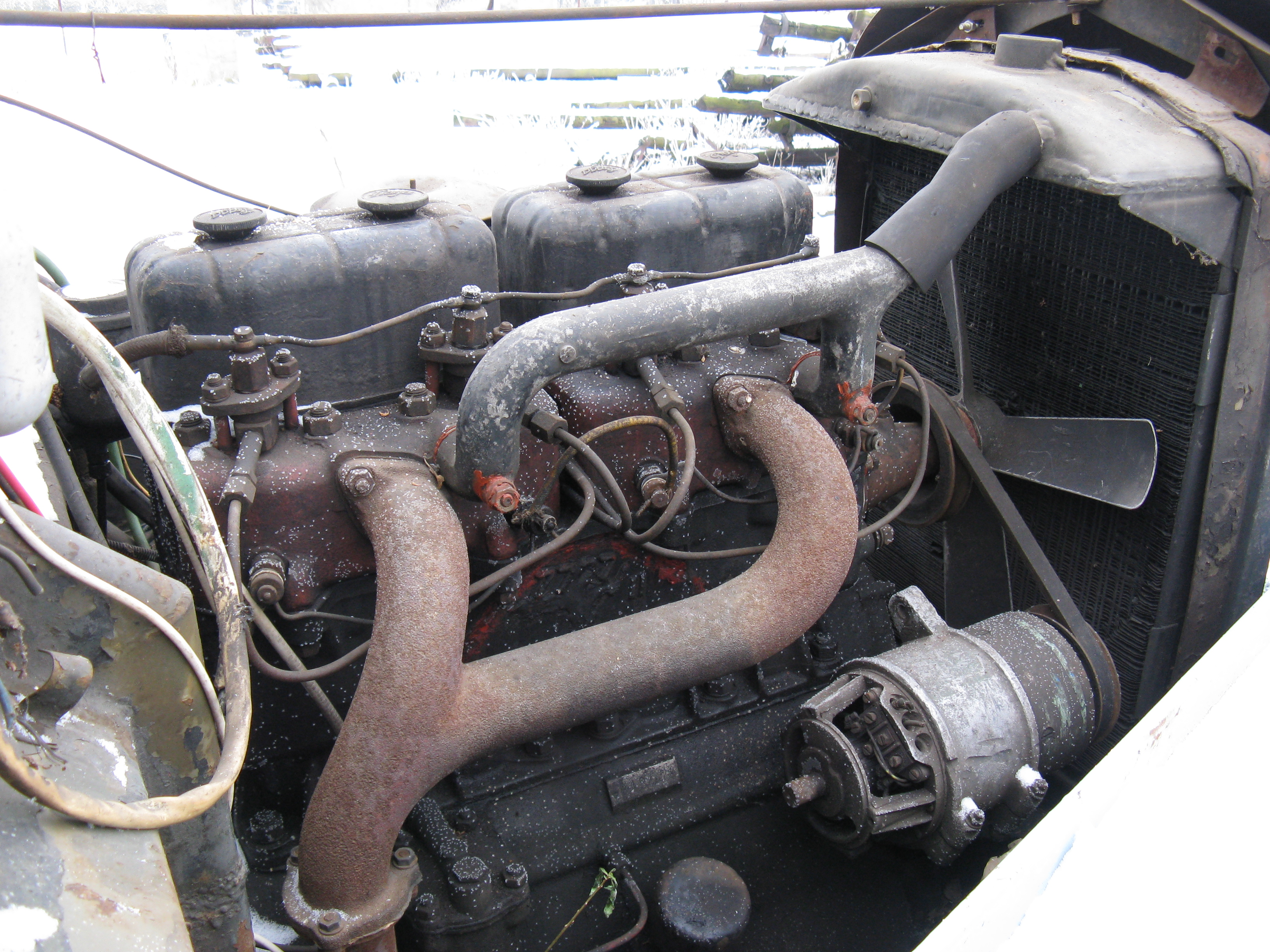
Vznětový motor ze strany výfukového potrubí, vpravo dynamo

Pragu RND pohání řadový, vodou chlazený vznětový čtyřválec s rozvodem OHV. Litinový blok válců lze oddělit od klikové skříně. Litinové hlavy válců jsou dvě, každá je společná pro dva válce. Každá hlava má vlastní plechový kryt vahadel a ventilů. V hlavách válců se nachází vstřikovací čerpadla PAL (vzor Bosch) a spalovací prostor, tvořený vířivou komůrkou typu Ricardo Comet III. Písty z hliníkové slitiny jsou opatřeny čtyřmi pístními kroužky. Vnější strana dna pístů obsahuje vybrání pro lepší promísení spalované směsi. Kliková hřídel je kovaná, uložená ve třech kluzných ložiskách. Chladicí soustava je vybavena vodní pumpou a čtyřlistým ventilátorem, poháněným řemenem od klikové hřídele. Tlakové oběžné mazání motoru zabezpečuje zubové čerpadlo, hnané od vačkové hřídele. Palivová nádrž na 70 l nafty je uložena pod sedadlem vpravo (u autobusu nádrž na 105 l pod rámem za zadní nápravou). Dopravu paliva zajišťuje mechanické pístové čerpadlo umístěné na vstřikovacím čerpadle a poháněné od vačkové hřídele. Motor se nachází vpředu, podélně nad a za přední nápravou. Motor i s převodovkou je pružně uložen na rámu ve čtyřech silentblocích.
Zdvihový objem motoru je 4 501 cm³ (vrtání válců 105 mm, zdvih 130 mm), kompresní poměr 1:18. Motor dosahuje nejvyšší výkon 44 kW (60 k) při 2000 ot/min. Maximální krouticí moment činí 226 Nm (23 kgm) při 1600 ot/min. Měrná spotřeba paliva činí min. 205 g/k za hodinu (278 g/kW·h) při plném výkonu. Hmotnost motoru bez náplní je 434 kg.
Elektrická soustava pracuje s napětím 12 V (startér 24 V). Vůz je vybaven 12 V dynamem PAL-Magneton o výkonu 300 W a dvěma 12 V akumulátory, každým o kapacitě 105 Ah. Startér PAL má výkon 4 k.

### Převodové ústrojí
Za motorem je umístěna suchá jednolamelová spojka. Za ní pak navazuje čtyřstupňová nesynchronizovaná převodovka, s řadicí pákou na horním víku. Motor, spojka a převodovka jsou sešroubovány a tvoří montážní celek. Výkon se na zadní nápravu přenáší přes spojovací hřídel ke kloubové hřídeli, opatřené dvěma Kardanovými závěsy. Kloubová hřídel je uložena v trubce, upevněné na příčce rámu, která zachycuje síly od zadní nápravy.

### Podvozek
Základ podvozku tvoří rám ze dvou lisovaných ocelových podélníků tvaru U, spojených sedmi nýtovanými příčkami. Kvůli snížení výšky má rám nad zadní nápravou vyhnutí nahoru. Vzadu se nachází hnací tuhá náprava odpružená dvojitými podélnými půleliptickými listovými péry. Most zadní nápravy je svařenec z lisovaného ocelového plechu. Přední náprava je tuhá, vykovaná do profilu I. Odpružení zajišťují jednoduchá podélná půleliptická listová péra. Je vybavena teleskopickými hydraulickými tlumiči. Řízení předních kol pracuje pomocí šroubu a matice. Vůz je opatřen hydraulickými bubnovými brzdami na všech kolech. Kola jsou dvacetipalcová, s lisovanými ocelovými disky rozměru 6,00–20 a pneumatikami rozměru 7,50–20, na zadní nápravě v dvojmontáži.

### Kabina řidiče
Kabina vozu je smíšené konstrukce, s dřevěnou kostrou potaženou ocelovým plechem. Uvnitř se nachází dvoudílné sedadlo, sahající přes celou šířku budky. Pod ním je umístěna palivová nádrž a autobaterie. Dvoudílné čelní okno má výplň z tvrzeného skla. Po stranách budky na zadním sloupku dveří se nacházejí raménkové ukazatele směru jízdy. Jsou výklopné, elektromagneticky ovládané, opatřené oranžovým světlem.

### Rozměry a výkony
Pokud není uvedeno jinak, údaje platí pro valník, rok výroby 1952.
Rozvor: 4 200 mm

Rozchod kol vpředu/vzadu: 1 580/1 575 mm

Světlá výška pod nápravami: 250 mm

Délka: 6 780 mm, 7 450 mm (autobus)

Šířka: 2 200 mm, 2 350 mm (autobus)

Výška (po budku): 2 185 mm, 3 000 mm (autobus)

Délka ložné plochy: 4 000 mm

Šířka ložné plochy: 2 100 mm

Hmotnost podvozku: 2 280 kg (RN), 2 490 kg (RND), 2 520 kg (RND autobus)

Pohotovostní hmotnost: 2 790 kg (RN), 3 100 kg (RND), 4 090 kg (RND autobus)

Užitečná hmotnost: 3 000 kg

Celková hmotnost: 6 150 kg (RN), 6 300 kg (RND), 7 150 kg (RND autobus)

Největší rychlost plně zatíženého vozu: 80 km/h (RN), 61 km/h (RND)

Spotřeba paliva plně zatíženého vozu:
- RN: 25 l/100 km při průměrné rychlosti 45 km/h
- RND: 14,5 l/100 km při průměrné rychlosti 40 km/h

Spotřeba oleje: 0,3 l/100 km